# China International Center Tower B
 (mai 2022).
Si vous disposez d'ouvrages ou d'articles de référence ou si vous connaissez des sites web de qualité traitant du thème abordé ici, merci de compléter l'article en donnant les références utiles à sa vérifiabilité et en les liant à la section « Notes et références ».
La China International Center Tower B est un gratte-ciel de 270 mètres construit en 2007 à Guangzhou en Chine.